# 黃碧雲 (作家)
黃碧雲（1961年—），香港作家，生於香港，祖籍廣東省茂名市. 香港中文大學新聞系畢業，亦為香港大學社會學系犯罪學碩士。其生活經驗豐富，曾任香港英文虎報記者、議員助理、開過服飾店等。屢獲港台兩地各大文學獎，文字風格強烈，極力描寫人性陰暗面，令讀者觸目驚心。
黃碧雲長期拒絕授權作品在中國大陸出版簡體字版，甚至拒絕作品再版，故坊間流通不廣。
2018年，推出新書《盧麒之死》，而書中不時出現一些現實中曾出現的新聞或社會事件。

## 獎項及榮譽
- 第一屆香港藝術發展局文學新秀獎
- 1994年 《溫柔與暴烈》獲第三屆香港中文文學雙年獎小說獎
- 1996年 《我們如此很好》 獲第四屆香港中文文學雙年獎散文獎
- 1999年 《烈女圖》獲選為中國時報開卷十大好書獎（中文創作類）
- 2000年 小說 〈桃花紅〉（收錄在《無愛紀》）獲花蹤文學獎第一屆世界華文小說首獎
- 2000年 《烈女圖》獲第六屆 香港中文文學雙年獎 小說獎
- 2001年 《無愛紀》獲台灣聯合報讀書人最佳書獎（文學類）
- 2003年 《後殖民誌》獲台灣聯合報讀書人最佳書獎（文學類）
- 2012年 《烈佬傳》獲第十二屆 香港中文文學雙年獎 小說獎[4]
- 2014年 《烈佬傳》獲第五屆 紅樓夢獎首獎[5]
- 2014年 獲香港藝術發展獎年度最佳藝術家獎（文學藝術）

## 作品
小說
- 小城無故事（合集，1990年，香港創建文庫）
- 其後（1991年，香港天地）
- 溫柔與暴烈（1994年，香港天地）
- 她是女子，我也是女子（《其後》的台灣版，1994年10月，台灣麥田出版）
- 七種靜默（1997年10月，香港天地）
- 七宗罪（1997年11月，台灣大田出版）
- 突然我記起你的臉（1998年3月，台灣大田出版）
- 烈女圖（1999年1月，香港天地；1999年4月，台灣大田出版）
- 媚行者（2000年1月，香港天地；2000年6月，台灣大田出版）
- 十二女色（2000年9月，台灣麥田出版）
- 無愛紀（2001年4月，台灣大田出版）
- 血卡門（2002年1月，大田出版；2002年4月，明窗出版社）
- 沉默．暗啞．微小（2004年5月，香港天地；2004年8月，台灣大田出版）
- 末日酒店（2011年7月，香港天地；2011年8月，台灣大田出版）
- 烈佬傳（2012年8月，香港天地；2012年12月，台灣大田出版）
- 微喜重行（2014年7月，香港天地）
- 盧麒之死（2018年3月, 香港天地；2018年7月，台灣大田出版）

散文
- 揚眉女子（1987年，香港博益）
- 我們如此很好（1996年，香港青文書屋）
- 又喊又笑——阿婆口述歷史（合寫，1998年，香港新婦女協進會）
- 後殖民誌（2003年9月，台灣大田出版；2004年3月，香港天地）

電視劇集
- 《烽火飛花》（1981年，電視廣播有限公司）
- 《後生可畏》（1985年，電視廣播有限公司）
- 《雙城記：如夢令之中國之戀》（1990年，香港電台）
- 《雙城記：哀歌》（1990年，香港電台）

其他作品
- 《自由如綠》（合著），2018年4月，ISBN 9789887866909
  - 其餘作者為董啟章、曹疏影、謝曉虹、袁兆昌、鄧小樺、盧勁馳、何福仁、鄭單衣、周思中、陳麗娟、黃怡、馮睎乾、鍾國強、胡燕青、王良和、陳慧、洪曉嫻、韓麗珠、張婉雯、淮遠、劉芷韻、甄拔濤、陳曦靜，24位香港作家書寫西九植物園區的24種植物，而黃碧雲說的是關於無花果樹的故事。